# Коварж, Ян
Ян Коварж (чеш. Jan Kovář; род. 20 марта 1990, Писек, Южно-Чешская область) — чешский хоккеист, нападающий клуба «Цуг». Двукратный чемпион России по хоккею с шайбой и обладатель Кубка Гагарина 2014 и 2016 годов в составе магнитогорского «Металлурга». Брат Якуба Коваржа. Капитан сборной Чехии на чемпионате мира 2021.

## Карьера

### Клубная карьера
Начал карьеру в 2008 году в составе клуба чешской Экстралиги «Пльзень», выступая до этого за его фарм-клуб, а также юниорский состав родного ХК «Писек». В своём дебютном сезоне Ян провёл на площадке 61 матч, отметившись 16 (4+12) результативными баллами. В следующем году Коварж стал самым результативным молодым хоккеистом чешского первенства, набрав 20 (5+15) очков в 44 встречах.
В сезоне 2010/11 Ян сумел стать третьим бомбардиром команды с 40 (19+21) очками в 54 матчах. Более того, в том же году, находясь в аренде в клубе Первой лиги «Слован Устечти Льви», он помог новому коллективу стать победителем турнира. Сезон 2011/12 принёс Коваржу первые национальные награды — бронзовые медали Экстралиги. Сам же игрок вновь стал одним из лучших в составе «Пльзеня», записав на свой счёт 59 (20+39) результативных баллов в 64 играх.
Уже на следующий год игрокам «Пльзеня» удалось, наконец, стать чемпионами страны, а сам Ян был признан лучшим хоккеистом как регулярного сезона, так и плей-офф Экстралиги, в 72 матчах отметившись 77 (28+49) набранными очками.
25 апреля 2013 года, несмотря на интерес со стороны нижнекамского «Нефтехимика», Коварж подписал трёхлетний контракт с магнитогорским «Металлургом». 6 сентября в матче против московского «Динамо» Ян дебютировал в Континентальной хоккейной лиге, сразу же отметившись заброшенной шайбой.
В составе магнитогорского «Металлурга» стал двукратным чемпионом России и обладателем Кубка Гагарина в сезонах 2013/2014 и 2015/2016, в 2017 году стал серебряным призёром и финалистом Кубка Гагарина.
Летом 2018 года Коварж перебрался за океан, пробовал закрепиться в клубах НХЛ «Нью-Йорк Айлендерс» и «Бостон Брюинз», но так и не сыграл за них ни одного матча, выступая в АХЛ за «Провиденс Брюинз». В начале декабря 2018 года вернулся в Европу, подписав контракт с пльзеньской «Шкодой». 7 декабря 2018 года провёл свой первый матч за «Пльзень» после возвращения, забросив решающую шайбу в серии послематчевых буллитов помог своей команде одержать победу со счётом 2:1 над клубом «Литвинов». 11 декабря 2018 года в матче 1/4 финала Лиги чемпионов против шведского клуба «Шеллефтео» вновь стал автором решающей шайбы в серии буллитов, тем самым впервые в истории вывел «Пльзень» в полуфинал Лиги чемпионов. 20 декабря было объявлено о том, что Ян Коварж будет играть за «Шкоду» до конца сезона 2018/19.
18 июня 2019 года подписал однолетний контракт со швейцарским клубом «Цуг». В 2021 году выиграл чемпионат Швейцарии в составе «Цуга», став при этом лучшим бомбардиром регулярного чемпионата и плей-офф.

### В сборной
В составе сборной Чехии принимал участие в первом дивизионе юниорского чемпионата мира 2008 года, на котором он вместе с командой заработал повышение в классе, в 5 проведённых матчах набрав 8 (1+7) очков. Был членом молодёжной сборной на чемпионате мира 2010 года, где отметился 6 (3+3) результативными баллами в 6 встречах.
На взрослом уровне дебютировал за сборную на чемпионате мира 2013 года, не сумев набрать очков в 6 матчах. С сезона 2009/10 регулярно вызывается в сборную для участия в матчах Еврохоккейтура. Является участником пяти чемпионатов мира (2013—2017 годов) и Олимпийских игр 2018 года.
В первом матче Коваржа за сборную после возвращения из-за океана, он сделал хет-трик и помог чешской команде победить сборную Швеции со счётом 5:2.
Сборная Чехии стала победителем шведских хоккейных игр 2019 года, а сам Ян Коварж был признан лучшим хоккеистом турнира. В том же, 2019 году, Коварж вновь отличился на этапе Евротура в Финляндии, его признали лучшим нападающим Кубка Карьяла.

## Достижения
- Бронзовый призёр чемпионата Чехии 2012 и 2019
- Чемпион Чехии 2013
- Лучший игрок чемпионата Чехии 2013
- Лучший игрок плей-офф чемпионата Чехии 2013
- Лучший снайпер, ассистент и бомбардир плей-офф чемпионата Чехии 2013
- Лучший показатель полезности плей-офф чемпионата Чехии 2013
- Чемпион России и обладатель Кубка Гагарина 2014, 2016
- Серебряный призер чемпионата России и финалист кубка Гагарина 2017
- «Самый полезный игрок» сезон 2013/2014 (приз КХЛ) — +46
- Участник матча звёзд КХЛ (2014, 2016, 2017)
- «Железный человек» сезон 2016/2017 (приз КХЛ) — 230 матчей за последние три сезона
- Чемпион Швейцарии 2021
- Лучший бомбардир (63 очка) и ассистент (47 передач) чемпионата Швейцарии 2021
- Лучший бомбардир (15 очков) и ассистент (14 передач) плей-офф чемпионата Швейцарии 2021
- Самый ценный игрок, лучший нападающий и член символической сборной чемпионата Швейцарии 2021

## Статистика
| Легенда | Легенда                    | Легенда | Легенда                   | Легенда | Легенда    |
| ------- | -------------------------- | ------- | ------------------------- | ------- | ---------- |
| И       | Количество проведённых игр | Штр     | Штрафное время            | +/−     | Плюс-минус |
| Г       | Голы                       | П       | Голевые передачи          | О       | Очки       |
| -       | Статистика неизвестна      | —       | Статистика не учитывалась |         |            |

## Семья
Женат. С женой Иржиной воспитывают двух сыновей: Теодора (род. 2016) и Себастиана (род. 2019).